# 阿馬朱瓦克湖
64°55′N 071°00′W / 64.917°N 71.000°W

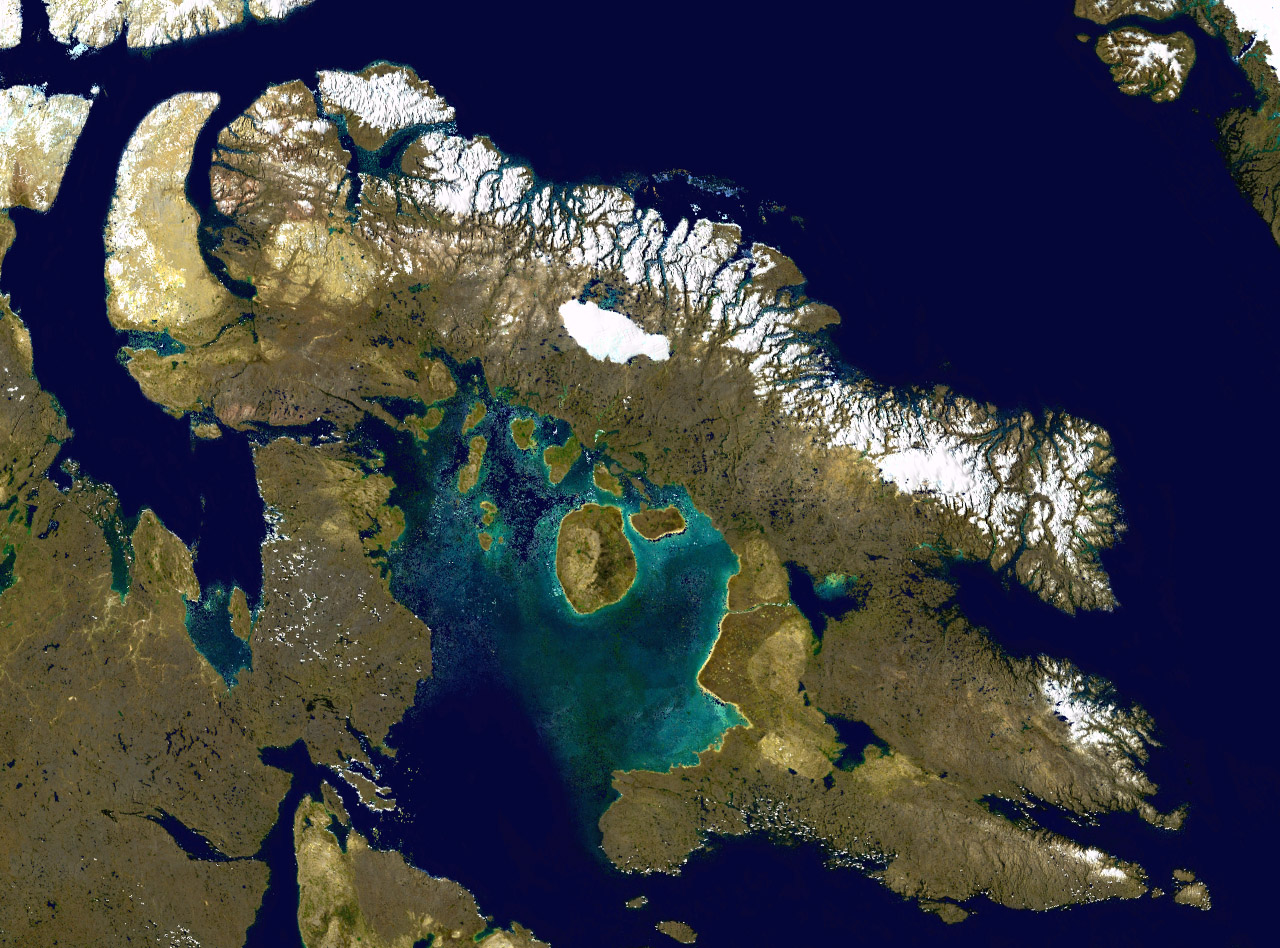

阿馬朱瓦克湖是加拿大的湖泊，位於該國北部，由努納武特基吉柯塔魯克地區負責管轄，長80公里、寬45公里，面積3,58平方公里，是該地區第三大湖泊，島嶼面積57平方公里，海拔高度113米。